# Dinosaur King
Dinosaur King (古代王者恐竜キング, Kodai Ōja Kyōryū Kingu) is een Japanse mediafranchise bestaande uit een ruilkaartspel en een hierop gebaseerde animeserie en mangaserie.
De franchise begon met een kaartspel voor de arcade, uitgebracht door Sega. Dit spel maakte gebruik van dezelfde gameplay als Mushiking, maar dan met dinosauriërs in plaats van kevers in de hoofdrol. Van dit spel werd ook een Nintendo DS versie uitgebracht voor Noord-Amerika. In de herfst van 2008 bracht Upper Deck Company een Dinosaur King ruilkaartspel uit.
Het kaartspel is tevens verwerkt tot een animeserie van inmiddels twee seizoenen, waarvan het eerste ook in Nederland werd uitgezonden door Jetix (later Disney XD). Een mangaserie staat eveneens op de planning.

## Verhaal

### Kaartspel/DS-spel
Dr. Taylor, een paleontoloog vertrekt op een missie in Afrika samen met zijn zoon Max en diens vriend Rex. Tijdens de reis vindt Max een magisch stenen tablet. Via dit tablet ontdekt hij dat een organisatie genaamd de Alpha Gang is teruggereisd in de tijd met het doel dinosaurussen te vangen en te gebruiken om de wereld over te nemen. Hiervoor veranderen ze de dinosaurussen in kaarten, die kunnen worden gebruikt voor verschillende doeleinden. Bij hun terugkeer naar het heden raken de kaarten verspreid over de wereld. Het is aan Max, Rex en hun vriendin Zoë om rond de wereld de reizen en deze kaarten te vinden voordat de Alpha Gang dat doet.

### Anime
In de animeserie op Disney XD draait het allemaal om de zoektocht van Max, Rex en Zoë.

#### Max
Max Taylor is een echte dinofan, alles in zijn leven (en dat van zijn vader) draait om dino's. Zijn dino is een triceratops genaamd Chomp. Zijn vader is een archeoloog en expert op het gebied van dinosaurussen.

#### Rex
Rex is jaren geleden door zijn pleegvader gevonden, zijn pleegvader werkt samen met Dokter Taylor (Max' vader). Rex heeft een carnotaurus genaamd Ace. Rex is nogal afwezig maar kan ook ineens heel erg uitvallen.

#### Zoë
Zoë is het meisje van het team, ze heeft een parasaurolophus genaamd Paris. Haar zus Reace is uitvindster en helper van het team.

#### Reace
Reace is de oudere zus van Zoe, ze helpt bij het vinden van de dino's en heeft de zogenaamde "dinohouders" ontworpen. Reace is dol op vliegen en brengt het team soms naar hun bestemming.

#### Alfa Bende
De Alfa Bende is een bende slechteriken die het team aardig op de proef stelt. De leider van het Alfateam is Dokter Z. Zijn kleinkinderen, Laura en Tod, helpen hem soms met ideeën verzinnen. Zij hebben een tyrannosaurus genaamd Terry, een spinosaurus genaamd Spiny en een saichania genaamd Tank.

## Personages
- D-Team: de protagonisten van de serie.
  - Maximus "Max" Taylor (古代 リュウタ, Kodai Ryūta, Ryuta Kodai Japanese)[3]: de zoon van een paleontoloog, Dr. Taylor. Hij is de zelfbenoemde leider van het D-Team. Max draagt altijd twee triceratopshorens op zijn hoofd, welke ook dienst dien als zaklampen. Hij geeft veel om dinosaurussen, maar is erg impulsief en denkt maar zelden na over zijn daden. Zijn dinosaurus is een triceratops genaamd Chomp.
  - Rex Owen (レックス・オーエン, Rekkusu Ōen)[3]: een vriend van Max, die tijdens afwezigheid van zijn ouders bij Max woont. Hij is doorgaans rustiger dan Max, maar heeft af en toe een kort lontje. Zijn dinosaurus is een carnotaurus genaamd Ace.
  - Zoe Drake (竜野 マルム, Tatsuno Marumu, Malm Tatsuno)[3]: de jongere zus van Dr. Drake. Haar ouders zijn beide dierenartsen. Ze is groot fan van meerdere beroemdheden. Haar dinosaurus is een parasaurolopus genaamd Paris.
  - Dr. Spike Taylor (古代剣竜博士, Kodai Kenryū-hakase, Dr. Kenryu Kodai)[3]: Max' vader. Hij is paleontoloog van beroep.
  - Dr. Reece Drake (竜野 リアス, Tatsuno Riasu, Riasu Tatsuno): Zoes oudere zus, en assistent van Dr. Spike. Ze is een ervaren piloot.

- Alpha gang: de antagonisten uit het eerste seizoen van de anime. Hun hoofdkwartier is een mobiel eiland.
  - Dr. Z (Dr.ソーノイダ, Dr. Sōnoida, Dr. Sonoida)[3]: de eg: de egoïstische maar tevens erg incompetente leider van de Alpha gang. Hij wil de wereld veroveren. Hij bezit veel kennis over de geschiedenis van de dinosauruskaarten.
  - Ursula, Japanse naam: Usarapa[3]: een van de leden van de Alpha Gang. Ze gedraagt zich erg bazig tegenover haar ondergeschikten. Ze is ervan overtuigd dat ze een schoonheid is, en weigert altijd haar eigen fouten te erkennen.
  - Zander, Japanse naam: Noratty[3]: het lid van de Alpha Gang die meestal nieuwe plannen verzint voor het bemachtigen van de dinosauruskaarten. Al zijn plannen zijn echter gedoemd te mislukken.
  - Ed, Japanse naam: Edo[3]: een lafaard die desondanks de andere leden van de gang overal volgt. Hij houdt van mooie vrouwen en bananen.
  - Rod, Japanse naam: Roto[3] en Laura, Japanse naam: Loa[3]: de Z’s kleinkinderen. Rod is een genie op het gebied van technologie, en Laura op het gebied van nummers en geld. Ze zijn duidelijk slimmer dan Ursula, Zander en Ed.
  - Seth, Japanse naam: Nopis: een mystieke man en voormalig assistent van Dr. Ancient. Hij is het brein van de Alpha Gang. Hij verraadt de groep uiteindelijk om zijn eigen plannen uit te voeren. In seizoen twee sluit hij zich aan bij de Spectral ruimtepiraten.
  - Helga: de huishoudster van de Alpha Gang. Ze is in werkelijkheid een robot gemaakt door Dr. Z.

- Spectral ruimtepiraten: de antagonisten uit het tweede seizoen. Ze zijn een ras van buitenaardse wezens, die de dinosauruskaarten willen gebruiken in hun zoektocht naar de "Cosmos Stenen".
  - Spectre (ジャーク, Jāku): Leider van de Spectral ruimtepiraten.
  - Gavro (グーネンコ, Gūnenko): het sterkste lid van de Spectral ruimtepiraten.
  - Foolscap (ザッパー, Zappā)
  - Sheer (ミハサ, Mihasa): een mooie vrouw met een wrede persoonlijkheid.

- Jonathan, Jurasson: een mysterieuze oude man die overal ter wereld opduikt in verschillende vermommingen. Hij blijkt later een robot te zijn die zijn gedaante kan aanpassen. Hij staat het D-Team vaak bij.

- Dr. Ancient and Dr. Cretacia: Rex’ ouders. Zij hebben de manier ontdekt om van dinosaurussen kaarten te maken.

## Manga
Een mangabewerking van het spel en de anime staat momenteel op de planning. In Japan zal deze worden gepubliceerd door Shogakukan. De auteur is Yôhei Sakkai.